# Polyeucte
Pour les articles homonymes, voir Polyeucte (homonymie).
Polyeucte martyr
Polyeucte, ou encore Polyeucte martyr, est une tragédie de Pierre Corneille représentée en 1641 au théâtre du Marais. Elle est inspirée par le martyre de Polyeucte de Mélitène sous le règne de Valérien en 259. C'est l'une des dernières tragédies classiques du XVIIe siècle à sujet religieux : Corneille écrit encore Théodore en 1646 et Jean Racine deux autres tragédies, Esther en 1689 et Athalie en 1691, mais ces pièces ne sont pas destinées au public.
Marc-Antoine Charpentier composa la musique d'un ballet dansé entre les actes d'une représentation de Polyeucte en latin, le 8 août 1680 au collège d'Harcourt : Le Combat de l’amour divin et de l’amour profane (voir la partition). Charles Gounod s'inspira de Polyeucte pour un opéra du même nom qui fut donné le 7 octobre 1878. Paul Dukas composa pour la pièce de Corneille une Ouverture, créée en 1892.

## Personnages
- Félix : sénateur romain, gouverneur d'Arménie
- Polyeucte : seigneur arménien, gendre de Félix
- Sévère : chevalier romain, favori de l'empereur Décie
- Néarque : seigneur arménien, ami de Polyeucte
- Pauline : fille de Félix et femme de Polyeucte
- Stratonice : confidente de Pauline
- Albin : confident de Félix
- Fabian : domestique de Sévère
- Cléon : domestique de Félix
- Trois gardes

## Résumé
L'action se déroule à Mélitène, capitale de l'Arménie, dans le palais de Félix. 

### Acte I
Dans l'Arménie romanisée du IIIe siècle de notre ère, le jeune prince Polyeucte, gendre de gouverneur Félix, a été converti à la foi chrétienne par son ami Néarque. Au lever du rideau, celui-ci exhorte le nouveau chrétien à recevoir sans plus tarder le baptême. Mais Polyeucte hésite : émue par un cauchemar prémonitoire, Pauline, sa toute nouvelle épouse, lui a fait jurer de ne pas sortir de son palais (sc. 1). Convaincu par Néarque, il s'éloigne pourtant vers son destin en s'excusant auprès de Pauline qui tente en vain de le retenir (sc. 2). Celle-ci fait confidence à sa suivante Stratonice d'un amour ancien qui, à Rome, l'avait fait naguère liée à Sévère, prétendant éconduit par Félix et disparu au combat dans l'armée impériale où l'avait mené son désespoir : or Pauline l'a vu en rêve mettre à mort Polyeucte que lui livraient les chrétiens (sc. 3). Félix survient alors, portant la surprenante nouvelle du retour de Sévère qui non seulement a survécu à la bataille, mais y a acquis la faveur de l'empereur Décie dont il a par sa bravoure garanti le salut. Le gouverneur apeuré obtient de sa fille réticente qu'elle aille au-devant du nouveau favori pour tenter de l'amadouer (sc. 4).

### Acte II
Sévère est instruit par son domestique Fabian du récent mariage de Pauline (sc. 1). Venue à sa rencontre, celle-ci lui avoue l'aimer encore mais lui fait partager sa résolution de sacrifier l'inclination de leurs cœurs à leur devoir d'honneur (sc. 2). Elle confie à sa suivante Stratonice les craintes qui l'assaillent (sc. 3). Polyeucte rentré admire la haute vertu de sa femme qui lui apprend sa décision de ne plus jamais revoir Sévère (sc. 4). Mandé au sacrifice que doit présider ce dernier en l'honneur de la victoire des Romains sur les Perses (sc. 5), Polyeucte est soudain touché par la grâce de Dieu et convainc Néarque de lui prêter main-forte pour braver l'idolâtrie : celui-ci d'abord réticent se laisse gagner par le zèle ardent du nouveau converti. Ils partent pour le temple avec l'intention de briser les statues des dieux païens (sc. 6).

### Acte III
Pauline anxieuse de la confrontation entre les deux héros qui l'aiment (sc. 1) est informée par Stratonice de la conversion de Polyeucte et de l'outrage fait aux dieux dans leur temple (sc. 2). Félix survient, désemparé : il a fait arrêter les profanateurs et ordonné l'exécution de Néarque dans l'espoir d'obtenir l'abjuration de Polyeucte en l'impressionnant (sc. 3). Mais Albin, confident du sénateur romain, lui apprend que le martyre de l'un n'a fait que renforcer la foi de l'autre. Félix enjoint alors à Pauline de voir son époux pour tenter de le fléchir (sc. 4). Demeuré seul avec son confident, il se lamente sur son sort et avoue les atermoiements de son esprit incertain et faible (sc. 5).

### Acte IV
Inquiet d'avoir à soutenir les larmes de Pauline (sc. 1), Polyeucte affermit son âme dans une scène de stances monologuées où il compare la fragilité des attachements terrestres à la béatitude céleste (sc. 2). À sa femme tour à tour implorante et véhémente, il oppose son inébranlable résolution et l'exhorte à se convertir elle aussi (sc. 3). Avant de partir pour la mort, il la confie à Sévère qu'il a fait appeler tout exprès (sc. 4). Mais Pauline refuse la main de son ancien amant et lui enjoint de sauver le héros du martyre (sc. 5). En dépit de sa douleur et des conseils de Fabian, son confident inquiet, le chevalier romain, favori de l'empereur Décie, accepte cette mission qui satisfait de surcroît sa sympathie admirative pour les chrétiens (sc. 6).

### Acte V
Félix qui vient de recevoir la prière de Sévère se méprend sur cette générosité héroïque qu'il ne peut comprendre : il la croit insincère (sc. 1). Une ultime démarche qu'il tente en direction de Polyeucte avorte : le héros évente le piège que lui tendent des chrétiens dès le départ de Sévère pour prix d'un reniement au moins temporaire de son gendre (sc. 2). Pauline survenue n'obtient rien des objurgations qu'elle adresse alternativement à son époux et à son père. L'insolence de Polyeucte irrite enfin la patience de Félix qui l'envoie à la mort (sc. 3). Tandis que le gouverneur tente de justifier son geste par l'abnégation exemplaire des anciens Romains (sc. 4), le martyre est consommé. Pauline qui y a assisté en revient transfigurée et proclame sa conversion par le sang versé à son mari (sc. 5). Félix qu'elle affronte est à son tour touché par la grâce au moment même où Sévère venait lui reprocher sa barbarie hors de propos : le gouverneur d'Arménie est alors confirmé dans ses fonctions par le favori de l'empereur qui promet d'user de son influence pour lui faire cesser les persécutions (sc. 6)

## Phrases célèbres
Polyeucte va être exécuté s'il ne renonce pas à sa foi chrétienne. Sa femme Pauline l'adjure de renoncer à sa foi par amour pour elle : 
— Pauline : Quittez cette chimère, et m'aimez.
— Polyeucte : Je vous aime,
Beaucoup moins que mon Dieu, mais bien plus que moi-même.
(Acte IV, scène III)
La pièce recèle aussi (Acte I, sc. 1) un kakemphaton célèbre : « Vous me connaissez mal : la même ardeur me brûle / Et le désir s'accroît quand l'effet se recule » (qui peut être entendue comme : « Et le désir s'accroît quand les fesses reculent », ou bien : « Elle désire sa croix quand les fesses reculent »). Ce vers, qui provoqua l'hilarité lors des premières représentations[réf. souhaitée], fut neutralisé[réf. souhaitée] par l'auteur dans les versions postérieures : « Et le désir s'accroît lorsque l'effet recule ».

## Mises en scène notables

### Comédie-Française(1960)
- Mise en scène de Jean Marchat
- Distribution :
  - Sévère : André Falcon
  - Félix : Jean Marchat
  - Polyeucte : Georges Descrières
  - Albin : Louis Eymond
  - Néarque : René Arrieu
  - Fabian : Denis Savignat
  - Cléon : Michel Bernardy
  - Stratonice : Denise Noël
  - Pauline : Thérèse Marney

(Ce spectacle a fait l'objet d'une captation télévisée le 31 mars 1961, dans une réalisation d'Alain Boudet).

### Théâtre du Vieux-Colombier(1962)
- Mise en scène de Bernard Jenny
- Avec :
  - Polyeucte : Giani Esposito
  - Pauline : Hélène Sauvaneix
  - -------- : Anne Caprile

### Comédie-Française(1969)
- Mise en scène de Michel Bernardy
- Distribution :
  - Félix : Michel Etcheverry
  - Albin : Louis Eymond
  - Néarque : Simon Eine
  - Fabian : Serge Maillat
  - Sévère : Jean-Noël Sissia
  - Polyeucte : François Beaulieu
  - Stratonice : Denise Noël
  - Pauline : Bérengère Dautun
  - Cléon : Jean-Pierre Dorian

### Comédie-Française(1987)
- Mise en scène de Jorge Lavelli
- Distribution :
  - Sévère : Jean-Luc Boutté
  - Stratonice : Tania Torrens
  - Félix : Jacques Sereys
  - Polyeucte : Richard Fontana
  - Pauline : Claude Mathieu
  - Albin : Jean-François Rémi
  - Fabian : Thierry Hancisse
  - Néarque : Bruno Wolkowitch
  - Cléon : Philippe Smolikowski

### Théâtre de l’Épée de BoisàLa Cartoucherie(2017)[1]
- Metteur en scène : Ulysse Di Gregorio
- Assistant dramaturge : Benoît Clair
- Scénographe : Benjamin Gabrié
- Costumier: Salvador Mateu Andujar
- Distribution :
  - Polyeucte : Johann Proust
  - Pauline : Coline Moser
  - Félix : Grégory Frontier
  - Fabian : Benjamin Zana
  - Sévère : Hugo Tejero
  - Stratonice : Anaïs Castéran
  - Albin : Adrien Naisse
  - Néarque : Jean-Daniel Bankole

## Autres œuvres inspirées de Polyeucte

### PoliutodeGaetano Donizetti
Composé en 1838 sur un livret de Salvadore Cammarano, et interdit par la censure royale napolitaine, Poliuto fut transposé en français par Eugène Scribe sous le titre Les Martyrs (opéra en 4 actes) et créé dans cette version à l'Opéra de Paris . La version italienne fut finalement créée à Naples au Teatro San Carlo après la mort du compositeur, et est restée dans le répertoire en Italie. L'action est globalement fidèle à la tragédie de Corneille.

### Polyeuctede Charles Gounod
En 1878, première représentation de Polyeucte, opéra de Charles Gounod.

### Le Polyeuktde Zygmunt Krauze
Polieukt est aussi un opéra du Polonais Zygmunt Krauze, d'après la pièce de Corneille.
Il a été donné en France pour la première fois au Capitole de Toulouse en novembre 2011 avec une mise en scène par le coauteur de Krauze (pour le livret) : Jorge Lavelli.
Le Polyeucte de Corneille apparaît comme très modifié, puisque Krauze minimise le contexte de la colonisation romaine à l'égard de l'Arménie avec les persécutions anti monothéistes de l'empereur (IIIe siècle après Jésus-Christ).
Le metteur en scène présente cette œuvre comme « Un chant pour la liberté et la tolérance » et il inclut une référence - qu'il présente comme historique  - à  l'homosexualité de Polyeucte, qui aurait eu une relation avec Néarque (à distinguer du Néarque compagnon d'Alexandre le Grand !).
Les auteurs font de leurs personnages  des lutteurs en butte à l'hostilité des autres, et des provocateurs qui abattent les idoles, d'où leur exécution comme martyrs.

### Les  Sept Couleursde Robert Brasillach
La pièce de Corneille fonctionne en sous-texte dans le roman, Les Sept Couleurs (1939) de Robert Brasillach. Des vers sont cités en épigraphe de chaque chapitre, et le héros Patrice, à l'instar de Sévère, s'engage dans l'armée après une déception amoureuse, avant de revenir bien des années plus tard à Paris où se trouve sa première amante.